# Strumigenys solifontis
Strumigenys solifontis är en myrart som beskrevs av Brown 1949. Strumigenys solifontis ingår i släktet Strumigenys och familjen myror. Inga underarter finns listade i Catalogue of Life.